# کریستف مرشان
کریستُف مَرشان (به فرانسوی: Christophe Marchand) (زادهٔ ۶ اوت ۱۹۷۲) شناگر اهل فرانسه بود.